# La Foia
|  | Aquest article tracta sobre una pedania de l'Alcora. Si cerqueu la pedania d'Elx, vegeu «Foia d'Elx». |

La Foia (pronunciat la fòia) és un poble situat dins del terme municipal de l'Alcora, de la qual dista a 6,5 quilòmetres en direcció nord. Ubicada a la comarca de l'Alcalatén al País Valencià, l'any 2009 tenia 140 habitants.
El monument més destacat n'és l'Ermita de Sant Miquel (1629) d'estil renaixentista. Té planta rectangular amb altar major i dos laterals, així com cúpula central que es remata amb una creu sobre una esfera. Compta amb una porta sobre escalinata i arc de mig punt, mentre que l'espadanya és més moderna, amb dues campanes. A l'interior hi ha la Vera Creu, amb un reliquiari barroc. També cal destacar la pica baptismal amb paviment de la Reial Fàbrica del Comte d'Aranda, a la capella de la Mare de Déu del Roser.
Celebra les seues festes patronals en honor de la Vera Creu, entre finals d'abril i principis de maig.